# WinBack
WinBack (conegut com a Operation: Winback a Austràlia i Europa) és un videojoc d'acció en tercera persona desenvolupat per l'estudi Omega Force de Koei per la Nintendo 64 el 1999 i PlayStation 2 el 2001. Un segon joc sense història relacionada, WinBack 2: Project Poseidon, produït per Cavia per la PlayStation 2 i Xbox, va ser llançat el 25 d'abril de 2006.
La història segueix a Jean-Luc Cougar, un agent secret que s'infiltra al centre de comandaments de satèl·lits per làser. La jugabilitat gira al voltant del seu innovador mètode de coberta, en el qual el jugador es cobreix darrere de les cantonades i després surt disparant. El jugador no es pot moure mentre es dispara; en canvi, la palanca de control s'utilitza per apuntar, una tasca que es fa més fàcil pel fet que cada arma està equipada amb una mira làser.
El mètode de coberta de WinBack finalment va passar a influir més tard en diversos shooters, incloent Metal Gear Solid 2: Sons of Liberty (2001) i Kill Switch (2003), que al seu torn va influir en els jocs de Gears of War (2006). Des de llavors, el sistema de cobertura ha esdevingut un element bàsic dels shooters en tercera persona. WinBack també va aparèixer amb una mira làser mecànica que més tard es va incorporar en jocs d'acció com Metal Gear Solid 2 i Resident Evil 4 (2005), i, al seu torn, també es convertiria en un element bàsic dels shooters en tercera persona.

## Argument
Un grup terrorista anomenat "Crying Lions" pren el control d'una arma làser espacial. S'utilitza per atacar una instal·lació militar que allotja els controls a l'arma, anomenada sistema GULF. El líder dels terroristes s'autoanomena Coronel Kenneth Coleman. El secretari de Defensa es posa en contacte amb l'equip especial d'acció (SCAT) a les seves ordres: entren al complex GULF i el recuperen. Jean-Luc Cougar forma part de l'equip i l'últim en escapar de l'helicòpter abatut. El jugador pren el control de Jean-Luc mentre salta un mur i entra en un aparcament. L'equip està repartit per tot el complex i ha de trobar-los i destruir el centre de control de satèl·lits abans que el làser de satèl·lit GULF pugui recarregar-se i disparar-se de nou. Al llarg del camí, s'enfrontarà a diverses trampes làser, trencaclosques, nius de metralladores, emboscades i laberints. S'enfronta a una sèrie de caps que culminen amb la lluita final contra el cap final (contra el cònsol de Kenneth Coleman, Cecile).